# Жан-Етиен Ескирол
Жан-Етиен Доминик Ескирол (на френски: Jean-Étienne Dominique Esquirol) е френски психиатър.

## Биография
Роден е на 3 февруари 1772 година в Тулуза, Франция.
Ескирол доразвива класификацията на психическите заболявания започната от Филип Пинел. Описва различните форми на меланхолия и дефинира разграничението между халюцинация и илюзия.